# 二郎庙镇 (方城县)
二郎庙乡，是中华人民共和国河南省南阳市方城县下辖的一个乡镇级行政单位。

## 行政区划
二郎庙乡下辖以下地区：
大郭庄村、马道村、孟洼村、水磨村、徐岗村、古杨庄村、齐庄村、史庄村、呼沱村、吕河村、田楼村、李岗村、侯庄村、安楼村、夏庄村、花山留村、五神庙村、陈堰村、官湾村、前陡沟村、后陡沟村、酒店村、利山岗村、李庄村、庄科村、后林村、前林村和西吴沟村。